# Ardisia caudatifolia
Ardisia caudatifolia är en viveväxtart som beskrevs av C.L. Lundell. Ardisia caudatifolia ingår i släktet Ardisia och familjen viveväxter. Inga underarter finns listade i Catalogue of Life.